# Fulgence Werner Le Roy
Fulgence Werner Le Roy OSB (* 23. August 1924 in Beervelde, Belgien; † 14. Oktober 2017 in Abtei Affligem, Belgien) war ein belgischer Benediktiner und römisch-katholischer Abtbischof der Territorialabtei und des aus ihr hervorgegangenen Bistums Pietersburg (heute Polokwane), Südafrika.

## Leben
Fulgence Werner Le Roy trat am 8. September 1946 in das Noviziat der belgischen Benediktinerabtei Affligem ein, legte am 22. September 1947 die ewige Profess ab und empfing am 20. Juli 1952 die Priesterweihe. Von 1953 bis 2007 arbeitete er als Missionar in der Mission Northern Transvaal (Südafrika). Am  18. Dezember 1974 wurde er zum Abt der Abtei von Pietersburg gewählt.
Er war zudem als Seelsorger und Religionslehrer tätig sowie Almosenier an der Universität Limpopo im Township Turfloop. 1973 baute er mit seinem Ordensbruder Willibrord Van Rompaey OSB ein Pastoralzentrum der Kongregation von Subiaco auf.
Papst Paul VI. ernannte ihn am 10. Juli 1975 zum Titularbischof von Ausafa und Abtordinarius der Gefreiten Abtei Pietersburg. Der Erzbischof von Pretoria George Francis Daniel spendete ihm am 14. September desselben Jahres die Bischofsweihe; Mitkonsekratoren waren Peter Fanyana John Butelezi OMI, Bischof von Umtata und John Thomas Durkin MSC, Weihbischof in Paris.
Papst Johannes Paul II. ernannte ihn, nach Umwandlung der Territorialabtei in ein Bistum, am 15. Dezember 1988 zum ersten Bischof von Pietersburg. Am 17. Februar 2000 nahm Papst Johannes Paul II. seinen altersbedingten Rücktritt an und er kehrte in die Abtei Affligem zurück. In seiner 24-jährigen Amtszeit weihte er 102 Kirchen ein. 2008 wurde er mit dem Kommandeurskreuz des belgischen Leopoldsordens ausgezeichnet.